# Na skále
Na skále ist ein 672 m hoher Hügel in Tschechien. Er befindet sich am westlichen Ortsrand des Dorfes Železný Újezd in der Gemeinde Čížkov, Okres Plzeň-jih, in den südwestlichen Ausläufern des Brdywaldes.
Umliegende Orte sind Nechanice im Nordwesten, Nové Mitrovice im Nordosten, Železný Újezd im Osten, Čížkov im Süden und Přešín im Westen. Im Südwesten liegen die Reste der Burg Strašná skála.
Auf dem Berg befindet sich ein 41 m hoher Turm, der im Jahre 2000 errichtet und am 31. März 2001 durch Gemeinde eingeweiht. Er dient vorwiegend als Funkturm, wird jedoch auch als Aussichtsturm genutzt. Die Aussichtsplattform ist über 137 Stufen erreichbar und liegt in 25,7 m Höhe. Die eiserne Konstruktion ist in den Wintermonaten geschlossen, ansonsten tagsüber zugänglich.
Vom Turm bietet sich eine gute Sicht über Schloss Grünberg, Burg Karlskrone und Pilsen bis zum Böhmerwald, Erzgebirge und Brdywald. Bei Fernsicht sind die Kühltürme von Temelín zu erkennen.